# Schaag
Schaag ist ein Stadtteil von Nettetal im Kreis Viersen in Nordrhein-Westfalen.

## Struktur
Schaag ist ein ländlich geprägter Ort und liegt umgeben von kleineren Waldgebieten zwischen dem Mühlenbach und der Nette. Schaag ist kein kleines geschlossenes Dorf. Die zum Dorf gehörenden Wohngebiete, auch Honschaften oder Sektionen genannt, liegen vielmehr zerstreut auf einer Fläche von ca. vier Quadratkilometern. Das Dorf hat 3.815 Einwohner (Stand Dezember 2022).

### Namen und Bedeutung der Wohngebiete
Während die Straßennamen ziemlich neu sind, benannt nach Orten, Personen oder Sachen, sind die Namen der Wohngebiete alt.
Im Folgenden die Bedeutung der einzelnen Namen:
- Schaag, der alte Name für die Dorfmitte, ist entstanden aus Hag oder Haag, einem alten Wort für Hecke, Busch oder Wäldchen.
- Steinkoul, ein alter Name für Schaag, ist heute nicht mehr gebräuchlich. Wo heute der Hubertusplatz ist (Marktplatz), war früher eine Kuhle, eine Grube, in der Lehm gegraben wurde, um Ziegelsteine daraus zu brennen.
- Rieth liegt ziemlich niedrig und war früher wohl sumpfig. Dort wuchs Ried und Schilf.
- Bruckrath lässt darauf schließen, dass dort früher Bruchwald wuchs, der gerodet wurde. Die Endung „-rath“ findet man in vielen Ortsnamen. Sie bedeutet Rodung.
- Rahe hat dieselbe Bedeutung.
- Pasch geht auf das mundartliche Wort „Pääsch“ zurück. Es bedeutet Busch oder Wald.
- Furth liegt an einer Stelle, an der früher der Weg nach Bracht durch eine flache Stelle, eine Furt, durch den Bach führte.
- Speck ist wahrscheinlich von dem lateinischen Wort „spectare“ = sehen abgeleitet. Denn von hier aus kann man gut nach Breyell und ins Nettetal sehen.
- Sonnendyck will sagen, dass dort das Gelände zur Mittagssonne (nach Süden) wie ein Deich sanft abfällt. Dadurch können die Sonnenstrahlen hier besonders wirksam werden. Der Boden ist im Frühjahr schneller trocken und warm.
- Der Kreuzgarten, eine Andachtsstätte im Bereich eines gesprengten Bunkers, wurde nach dem Zweiten Weltkrieg angelegt.
- Das heutige Wohngebiet „Am Kreuzgarten“ hieß früher Bullen; das kommt von Bühl = Berg. Denn wie in Sonnendyck steigt dort das Gelände von der Nette her leicht an.

## Geschichte
Die Geschichte Schaags ist, da der Ort lange Zeit zu Breyell gehörte, mit der dortigen nahezu identisch. Erst 1802 wurde die damalige Kapellengemeinde zur selbständigen Pfarre erhoben.
Der erste Schaager, der das Amt des Bürgermeisters von Breyell von 1851 bis 1872 bekleidete, war Johann Hubert Josef Moubis. Der letzte Bürgermeister in der langen Geschichte der Gemeinde Breyell war als zweiter Schaager von 1966 bis zum 31. Dezember 1969 Hans-Herbert Rösges. Im Rahmen der kommunalen Neugliederung wurde Hans-Herbert Rösges vom Innenminister des Landes NRW zum Ersten Ratsbeauftragten der neuen Stadt Nettetal ernannt. Somit war Hans-Herbert Rösges, also ein Schaager, am 1. Januar 1970 der Erste Bürger der Stadt.
Im 19. und 20. Jahrhundert entstand neben der Landwirtschaft eine bescheidene Industrie. Einige Gerbereien, ein lederverarbeitender Betrieb, eine Tierkörperverwertungsfabrik, eine Brauerei sowie Zigarrenfabrikation, eine Strumpffabrik und ein größerer Käsehandel siedelten sich an. In der Zeit nach dem Zweiten Weltkrieg kamen zahlreiche Heimatvertriebene nach Schaag und besiedelten die neu ausgewiesenen Baugebiete.
Bis zur kommunalen Neugliederung gehörte Schaag zur ehemals eigenständigen Gemeinde Breyell im (Kreis Kempen-Krefeld). Breyell wurde am 1. Januar 1970 in die neu gebildete Stadt Nettetal eingegliedert. Im Jahr 1995 wurde der Ort zum politisch selbständigen sechsten und gleichberechtigten Stadtteil Nettetals erhoben.
Der Tornado im Kreis Viersen vom 16. Mai 2018 führte zu Schäden im Ort.

## Politik
Sitz der auch für Schaag zuständigen Stadtverwaltung und der politischen Gremien ist der Stadtteil Lobberich.

## Persönlichkeiten
- Paul Badde (* 1948), Historiker und Journalist